# Óblast de Yakutsk
Yakutsk (en ruso: Якутская область) era una óblast (provincia) del Imperio ruso y después de la RSFS de Rusia, siendo creada en 1805 en el Extremo Oriente ruso y con capital en Yakutsk.

## Geografía
La óblast de Yakutsk se extendía en el noreste de Siberia, en torno a la cuenca del Lena. Al norte la óblast estaba bañada por el mar de Láptev, al oeste limitaba con la gobernación de Yeniseisk, al sur con la gobernación de Irkutsk y la óblast de Amur, al este con la óblast de Primorie (y, después de 1909, con la de Kamchatka).
El territorio de la óblast de Yakutsk se corresponde hoy al de la República de Sajá.

## Subdivisions administrativas
La óblast estaba dividido en cinco ókrugs: Verjoyansk, Viliúisk, Srednekolimsk, Oliókminsk y Yakutsk.

## Población
En 1897 la población de la óblast tenía en total 269 880 habitantes, de los cuales 82,1 % eran yakutos, 11,3 % rusos y 4,3 % de poblaciones tunguses-manchúes.